# 你与我和我
（罗马化）是一部2023年泰国年代浪漫剧情长片，由宛薇·洪维瓦塔娜和薇婉·洪维瓦塔娜共同编剧执导，泰蒂娅·吉拉庞恩斯普、安东尼·布塞尔特、苏帕克森·柴蒙蔻主演。电影于2023年2月9日在泰国影院上映，讲述了双胞胎You和Me的情窦初开爱上同一个男人的故事。

## 故事大纲
1999年，You和Me是一对关系密切的同卵双胞胎姐妹，两人的外貌极为相似，有时连她们自己的母亲也会认错。她们总是互相分享。一天，Me在假扮You参加数学补考时遇见了Mark...他们对彼此一见钟情。
暑假来临，两姐妹因父母感情不和而与母亲一起搬到乡下的外婆家暂住。You遇见了退学的Mark。You爱上了Mark，他为了与Mark的约会而隐瞒她的真实身份。Me感觉与You的关系不如从前，You答应以后的约会都是三人一起。随着时间的推移，Mark在三人的交往中渐渐喜欢上了Me。You察觉到后对Me提出以后的约会不会再带上她。Me一气之下向Mark说出自己的真实身份。
与此同时，双胞胎姐妹的父母也决定离婚，母亲提出想要带走Me的事恰巧被You听到。此时，You假装Me和Mark约会也被Mark识破了。接连的打击让You误以为自己被“抛弃”，于是决定孤身一人去曼谷找爸爸。当晚，Me在电视上看到开往曼谷的车发生车祸吓得立刻跑去车站崩溃大哭。幸运的是，You因为被人迷晕导致车票被偷。没有票的她因此错过了那班死亡列车。经历了种种事件，两人冰释前嫌，一起回到了曼谷。

## 演员阵容
- 泰蒂娅·吉拉庞恩斯普 饰演 优（You）
- 泰蒂娅·吉拉庞恩斯普 饰演 蜜（Me）
- 安东尼·布塞尔特 饰演 Mark
- 苏帕克森·柴蒙蔻 饰演 Nim，You和Me的母亲
- 纳提·纳盖奈吾朋 饰演 竖琴老师
- 卡茹娜·卢克萨姆松 饰演 To

## 制作
泰蒂娅·吉拉庞恩斯普与安东尼·布塞尔特皆为新人演员。泰蒂娅·吉拉庞恩斯普在此片分饰双胞胎姐妹，导演们认为这具有挑战性，她们使用了过肩拍摄、替身演员等拍摄技巧。或是先拍摄泰蒂娅扮演的You，锁定画面后再让泰蒂娅于同一场景中切换到另一角色Me。
导演们还使用了“脸部扫描”和“脸部替换”技术，以此来将替身演员的脸切换至泰蒂娅的脸。

## 发行
此片于2023年2月9日在泰国影院上映。电影于同年2月23日在新加坡上映，印度尼西亚则于2023年3月29日上映。越南及马来西亚分别于2023年4月7日及27日上映。
2023年5月11日，电影可在Netflix上观看。